# Firebreather (film)
Firebreather - I due mondi (Firebreather) è un film televisivo statunitense animato al computer, basato sull'omonima serie a fumetti di Image Comics, che ha debuttato il 24 novembre 2010 su Cartoon Network. In Italia è andato in onda per la prima volta sull'omonimo canale il 1º aprile 2011. È stato diretto da Peter Chung da una sceneggiatura di James Krieg basata su una storia di Phil Hester e Andy Kuhn, e vede le voci di Jesse Head, Dana Delany, Kevin Michael Richardson, Reed Diamond, Dante Basco, Tia Texada e Amy Davidson.

## Trama
L'ultimo giorno della guerra tra umani e Kaiju, una donna umana di nome Margaret Rosenblatt e Belloc, il re Kaiju simile a un drago, si innamorano e diventano genitori di un figlio ibrido di nome Duncan. Sedici anni dopo, Margaret e Duncan si trasferiscono in una nuova casa mentre lui si prepara a frequentare una nuova scuola. Tuttavia, Duncan teme che il suo aspetto, a cominciare dalla pelle giallo-arancione, e le sue abilità simili a quelle dei Kaiju lo rendano un bersaglio per i bulli. A scuola, si prende rapidamente una cotta per la ragazza popolare Jenna e si fa un nemico con il suo ex fidanzato Troy Adams. Durante la lezione di biologia, dopo aver visto sbalordito la rana utilizzata per la lezione parlargli, Duncan fa amicizia anche con Kenny e Isabel, quest'ultima che è una fangirl ossessionata dai Kaiju e si prende una cotta per lui. A tarda sera, gli amici di Troy irrompono nell'armadietto di Jenna e rubano i soldi che lui conservava per il ritorno a casa da scuola. Il giorno dopo, Duncan incontra "Blitz" Barnes, un agente della M.E.G.T.A.F., che lavora sotto copertura come insegnante di ginnastica e lo porta dal Dr. Pytel alla base della M.E.G.T.A.F. dopo aver scoperto la sua capacità di sputare fuoco. Più tardi, mentre Duncan e Troy stanno pulendo la mensa, Isabel dice a Duncan di una festa a cui tutti andranno e lui accetta di andare nella speranza di impressionare Jenna.
Alla festa, Troy cerca di dire a Jenna di Duncan fino a quando il padre di Troy arriva e lo trascina a casa, arrabbiato perché Troy è andato alla festa mentre era in punizione terra. Duncan e Jenna iniziano a stringere un'amicizia, ma lei se ne va bruscamente dopo che lui parla del padre di Troy. Isabel lo trova e gli dice che Jenna se n'è andata perché ha perso suo padre. Tuttavia, Belloc arriva in cerca di Duncan, lo porta nella sua tana nel deserto e gli comunica il suo desiderio di renderlo suo successore al comando dei Kaiju, quindi presenta il figlio come suo erede agli altri Kaiju e lo getta in un pozzo di lava; Duncan emerge nella sua forma Kaiju e sviene per la transizione. Svegliatosi nel deserto, Duncan incontra Kenny, che gli dice che Isabel gli ha detto che Belloc è suo padre e gli chiede perché fosse alla festa. Duncan risponde che Isabel lo ha invitato, facendo ingelosire Kenny. Tornato a casa con sua madre, lei gli assicura che il trasferimento e l'accordo con M.E.G.T.A.F. gli avrebbero permesso di vivere una vita normale e alla fine di andare al college. Tornato a scuola, Duncan è sorpreso dal fatto che tutti, tranne Troy, ora lo trattino come una celebrità. Isabel rivela che è perché ha detto loro che lui li ha "salvati" da Belloc. Nel frattempo, Jenna scopre un cristallo rosso nel suo armadietto che, a sua insaputa, le è stato regalato da Duncan per venderlo e pagare l'Homecoming.
Più tardi, Isabel tenta di avvicinarsi a Duncan, ma non vi riesce quando lui e Jenna si incontrano di nuovo. Chiede a Jenna di essere la sua compagna per l'Homecoming, e lei accetta. Successivamente, Blitz porta Duncan nel deserto per localizzare la tana dei Kaiju, ma cadono sotto attacco. Duncan quasi uccide il Kaiju, ma si rifiuta di farlo, prima che Belloc si arrenda. Quella sera, Duncan, Jenna, Kenny, Isabel e Margaret vanno insieme al ballo. Mentre Jenna e Duncan ballano insieme, Isabel li guarda nonostante i tentativi di Kenny di convincerla a ballare con lui. Tuttavia, dopo che Troy e Jenna sono stati eletti Re e Regina dell'Homecoming e sono saliti sul palco, Isabel balla romanticamente con Duncan, facendo infuriare Kenny. Afferma a Duncan che a Isabel piace solo perché Belloc è suo padre, facendolo scappare. Mentre Isabel rimprovera Kenny, appaiono due Kaiju di nome Abbadon e Astaroth. Mentre Abbadon e Astaroth seminano il caos, Duncan li combatte in modo che i suoi amici possano mettersi in salvo. I due Kaiju tentano di uccidere Blitz, ma Duncan mostra le ali per salvarlo dalla caduta da un dirupo. Margaret e Jenna partono su un aereo per chiedere aiuto a Belloc, che aiuta Duncan a combattere i Kaiju. Duncan, rifiutandosi di ucciderli, provoca una valanga, congelandoli. Successivamente, Belloc si lascia ricatturare e portare via per essere più vicino a Duncan, e Jenna (che in precedenza aveva capito che era stato Duncan a lasciare la gemma rossa) si scusa con Duncan per il suo comportamento precedente, e Duncan vola via con le sue nuove ali.

## Personaggi
- Duncan Rosenblatt, interpretato da Jesse Head
- Margaret Rosenblatt, interpretata da Dana Delany
- Belloc, interpretato da Kevin Michael Richardson
- Blitz Barnes, interpretato da Reed Diamond
- Jenna Shwartzendruber, interpretata da Amy Davidson
- Isabel Vasques, interpretata da Tia Texada
- Kenny Rogers, interpretato da Dante Basco
- Troy Adams, interpretato da Josh Keaton
- Julia Dreakford, interpretata da Grey DeLisle
- Steve, interpretato da Billy Evans
- Big Rob, interpretato da Jameson Moss
- Alexandrine Pytel, interpretata da Nicole Sullivan
- Whitey, interpretato da Tom Tartamella
- Dave, interpretato da Gary Anthony Williams

## Doppiaggio
| Personaggio           | Doppiatore originale     | Doppiatore italiano |
| --------------------- | ------------------------ | ------------------- |
| Duncan Rosenblatt     | Jesse Head               | Fabrizio De Flaviis |
| Margaret Rosenblatt   | Dana Delany              | Laura Romano        |
| Belloc                | Kevin Michael Richardson | Roberto Draghetti   |
| Kenny Rogers          | Dante Basco              | Manuel Meli         |
| Isabel Vasques        | Tia Texada               | Laura Lenghi        |
| Agente "Blitz" Barnes | Reed Diamond             | Luca Ward           |
| Jenna Shwartzendruber | Amy Davidson             | Valentina Mari      |
| Troy Adams            | Josh Keaton              | Marco Vivio         |

## Accoglienza
Rob Worley di Mania.com ha visto Firebreather al New York Comic Con, assegnando al film un B + e affermando "Teen Angst + Kaiju Big Battle = CG Awesome!", ma criticando come l'animazione potrebbe essere "... un po' distraente perché i personaggi a volte hanno un aspetto simile a un burattino". Worley ha concluso che gli piacerebbe vedere il film trasformato in un franchise o in una serie TV.
R.L. Shaffer di IGN ha valutato il film con un punteggio di 6/10, dicendo che era "poco impressionante a qualsiasi livello", ma "divertente", e che avrebbe attirato il pubblico più giovane. Brian Lowry di Variety ha definito il film "generalmente noioso tra una battaglia e l'altra", definendo i mostri "uno spettacolo da vedere", ma desiderando che il protagonista trascorresse "meno tempo a scuola". David Hinckley del New York Daily News ha dichiarato che "in generale, ci riesce", definendo i suoi elementi romantici "casti" e "solo per rendere le cose interessanti per qualcuno che non sia un bambino di 10 anni".

## Home video
Il film è uscito in DVD e Blu-ray il 22 marzo 2011. Le caratteristiche bonus includono un test di animazione 2D, scene eliminate, animazioni e una featurette di sviluppo visivo.